# هواپیمایی سبلان
شرکت هواپیمایی سبلان با مرکزیت فرودگاه اردبیل در حال شکل گیری است و امور اداری آن انجام شده است.
این شرکت موافقت اصولی اولیه خود را یکبار در سال 1391 دریافت نمود اما به دلیل مشکلات تحریم توانایی فعالیت را از دست داده است.
در سال 1400 با تغییر در هیات مدیره و سرمایه گذار مجددا درخواست موافقت اصولی خود از سازمان هواپیمایی کشوری نمود که پس از قریب به یکسال از درخواست با تکمیل فرآیندهای لازم سازمان هواپیمایی کشوری موافقت خود را نسبت به آن اعلام نموده است و هم اکنون با خرید هواپیما های مسافری منطقه ای امبرائر 145 به تعداد 4فروند وارد فرآیند انتقال آنها به ایران شده است.
  